# Annales Françaises d'Anesthesie et de Reanimation
Annales Françaises d'Anesthesie et de Reanimation is een aan collegiale toetsing onderworpen wetenschappelijk tijdschrift op het gebied van de anesthesiologie. De naam wordt in literatuurverwijzingen meestal afgekort tot Ann. Fr. Anesth. Reanim. Het wordt uitgegeven door Elsevier namens de Société française d'anesthésie et de réanimation en verschijnt maandelijks. De artikelen zijn geschreven in het Frans, met titels en samenvattingen in het Frans en Engels.